# أبراهام أونغر
أبراهام أونغر (بالإنجليزية: Abraham Unger)‏ هو محامي أمريكي، ولد في 1899، وتوفي في 1975.